# Roech (Volksbeweging van Oekraïne)
Roech (Volksbeweging van Oekraïne) (Oekraïens: Народний Рух України, Narodnyj Roech Oekrajiny) is een politieke partij in Oekraïne, opgericht in 1989. Aanvankelijk heette Roech "Volksbeweging van Oekraïne voor Wederopbouw" (voor Perestrojka), en was het een burgerbeweging omdat er geen andere politieke partijen waren toegestaan in de Sovjet-Unie dan de Communistische Partij. De oprichting van Roech werd mogelijk gemaakt door het glasnost-beleid van de Sovjet-secretaris-generaal Michail Gorbatsjov. Het programma en de statuten van de beweging werden voorgesteld door de Oekraïense schrijversbond en werden op 16 februari 1989 gepubliceerd in het tijdschrift Literatoerna Oekrajina. De organisatie heeft haar wortels in kringen van Oekraïense dissidenten - met als meest opvallende Vjatsjeslav Tsjornovil - maar accepteerde ook politiek anders georiënteerde leden, van hervormingsgezinde communisten tot nationalisten. Van maart tot september 1989 vonden in heel Oekraïne talrijke partijconferenties plaats. Het eerste tevens constituerende congres van de "Volksbeweging van Oekraïne voor Wederopbouw" vond plaats op 8-10 september 1989 in Kiev. Verkozen als de eerste leider van de beweging werd de Oekraïense dichter en scenarioschrijver Ivan Dratsj.
De oprichting van de organisatie viel samen met het ontslag van Volodymyr Sjtsjerbytsky als eerste secretaris van het Centraal Comité van de Communistische Partij van Oekraïne en de opkomst van Leonid Kravtsjoek. Aan de ene kant wilde Kravtsjoek Roech niet laten registreren, aan de andere kant maakte hij wel de publicatie van Roechs programma mogelijk.

## Beweging
Aanvankelijk was de beweging gericht op het ondersteunen van de hervormingen van Gorbatsjov, later speelde de Volksbeweging van Oekraïne een belangrijke rol bij het houden van een onafhankelijkheidsreferendum in de Oekraïense SSR. Dit was gedeeltelijk te wijten aan het russificatiebeleid van de Sovjet-Unie, toen de Opperste Sovjet van de USSR in 1989 officieel de Russische taal aankondigde als de enige officiële staatstaal van het land.

## Partij
Roech werd in 1990 omgevormd tot politieke partij en speelde daarna een rol van betekenis als onderdeel van het aanvankelijke politieke oppositieblok. In de loop van de tijd werd het belang van de partij minder en bij de parlementsverkiezingen van 2019 haalde de partij geen zetels meer in het parlement. Bij de lokale verkiezingen in 2020 haalde de partij wel enige zetels.